# Cobble Hill
Cobble Hill est une ville canadienne de la Colombie-Britannique située dans le district régional de Cowichan Valley au sud de l'île de Vancouver.